# Rémi Martin
Pour les articles homonymes, voir Martin.
Ne doit pas être confondu avec Rémy Martin.
Rémi Martin est un acteur français né à Fougères, le 23 juillet 1965.

## Biographie
Né à Fougères, il passe sa jeunesse à Beaucé, village de la campagne bretonne. Il délaisse son apprentissage de chauffagiste pour faire du théâtre amateur, avant de suivre les cours du soir du Conservatoire de Rennes. Il suit ensuite les cours de Micheline Khan à Paris.
Il commence sa carrière au cinéma sous la direction de Mehdi Charef dans Le Thé au harem d'Archimède, chronique de la vie d'une cité HLM de la banlieue parisienne dans les années 1980 qui met en scène Madjid, interprété par Kader Boukhanef, fils d'immigrés et aîné d'une famille nombreuse entièrement soutenue par la mère, et son meilleur ami Pat (Rémi Martin). On le voit ensuite aux côtés de Johnny Hallyday et Fanny Ardant dans Conseil de famille de Costa-Gavras ; dans le premier film d’Olivier Assayas, Désordre ; chez Andrzej Wajda dans l’adaptation du roman de Fiodor Dostoïevski, Les Possédés ou pour Gérard Jugnot dans Sans peur et sans reproche où il incarne le Chevalier Bayard. Il retrouve Mehdi Charef pour Miss Mona, avec Jean Carmet dans le rôle-titre, et dans Camomille.
Par la suite, les rôles se font plus secondaires, comme dans Les Destinées sentimentales d’Olivier Assayas, C'est beau une ville la nuit de Richard Bohringer ou Vénus noire d’Abdellatif Kechiche.
Pour la télévision, il apparaît dans des téléfilms et dans plusieurs séries à succès, telles que Navarro, Nestor Burma, La Crim' et Mafiosa.

## Filmographie

### Cinéma

#### Longs métrages
- 1984 : Le Thé au harem d'Archimède de Mehdi Charef : Pat
- 1986 : Conseil de famille de Costa-Gavras : François
- 1986 : Désordre d’Olivier Assayas : Xavier
- 1986 : Mahuliena, zlatá panna de Miloslav Luther : Pinc
- 1987 : Miss Mona de Mehdi Charef : Pat
- 1987 : Les Nouveaux Tricheurs de Michaël Schock : Marc
- 1987 : Les Possédés d’Andrzej Wajda : Erkel
- 1987 : Camomille de Mehdi Charef : Martin Benedi
- 1988 : Sans peur et sans reproche de Gérard Jugnot : Pierre Terrail de Bayard
- 1989 : Pleure pas my love de Tony Gatlif : Fred Lary
- 1989 : Comédie d'été de Daniel Vigne : Adrien
- 1989 : La Fête des pères de Joy Fleury : Jérôme
- 1990 : Signe de feu (segno di fuoco) de Nino Bizzarri : Raul
- 1991 : Sans un cri de Jeanne Labrune : Pierre
- 1993 : La Légende de Jérôme Diamant-Berger: l'homme
- 1998 : Merci mon chien de Philippe Galland : un loubard
- 2000 : Les Destinées sentimentales d’Olivier Assayas : Dahlias
- 2000 : Stand-by de Roch Stéphanik : l'homme violent
- 2000 : La Mécanique des femmes de Jérôme de Missolz
- 2001 : Clément d’Emmanuelle Bercot : Franck
- 2002 : Les Filles, personne s'en méfie de Charlotte Silvera : Julien
- 2003 : Clean d’Olivier Assayas : Jean-Pierre
- 2005 : Le Passager d’Éric Caravaca : Richard
- 2005 : C'est beau une ville la nuit de Richard Bohringer : l'homme au café
- 2007 : Pour elle de Fred Cavayé : le capitaine Jousseaume
- 2008 : The Lost Door de Roy Stuart : le juge
- 2010 : Vénus noire d’Abdellatif Kechiche : le premier client du bordel
- 2010 : Mon pote de Marc Esposito : le flic à l’imperméable

#### Courts métrages
- 1991 : Les envies de Camille de Lionel Hayet
- 1996 : Nous sommes tous des anges de Simon Lelouch : Père Rémy
- 1999 : En-vie de Marie-Paule Mayou
- 2002 : L'Ancien de Nicky Naudé et Emmanuel Rodriguez
- 2003 : Trois jeunes tambours de Nicolas Miard : le maître-nageur
- 2004 : Au bar des amis d'Olivier Monot
- 2004 : Liquide de Pierre Van Maël
- 2014 : Retrouvailles[3] de Nicky Naudé : Ruben
- 2023 : Rémi de Bob H.B. El Khayrat et Loïk Poupinaïs : Rémi

### Télévision

#### Téléfilms
- 1992 : Sang et poussières de Dennis Berry : Rémi Sérano
- 1999 : Brigade des mineurs de Michaëla Watteaux : Victor Blanc
- 2002 : Traitement de substitution n°4 de Christian Chapiron

#### Séries télévisées
| - 2001 : Vertiges, épisode La Mémoire à vif de Patrick Poubel : Marc - 2002 : 72 heures, épisode Rêve brisé : Julien - 2002 : Navarro, épisode Meurtre en famille de Gilles Béhat : Brisset - 2002-2004 : La Crim', 2 épisodes - 2002 : Conjonction meurtrière de Denis Amar - 2004 : Skin de Vincent Monnet : Antoine Parieti | - 2003 : Nestor Burma, épisode Maquereaux aux vingt planques de Maurice Frydland : Rémy Pujol - 2005 : Maigret, épisode Maigret et les 7 petites croix de Jérôme Boivin : Olivier Lecoeur 2005 : Quai numéro un, épisode Frères d’armes d’Alain Robillard : Bruno - 2006-2007 : Mafiosa, le clan, saison 1, 8 épisodes, de Louis Choquette : Martial Santoni |